# Ullersreuth
Ullersreuth is een dorp in de Duitse gemeente Hirschberg in het Saale-Holzland-Kreis in Thüringen. Het wordt voor het eerst genoemd in een oorkonde uit 1327.  
Tot 1994 was Ullersreuth deel van de zelfstandige gemeente Göritz. Na de opheffing van die gemeente werd het deel van Hirschberg.